# Laussa
Laussa è un comune austriaco di 1 250 abitanti nel distretto di Steyr-Land, in Alta Austria.